# 여도둑들
《여도둑들》(프랑스어: Voleuses)은 2023년 공개된 프랑스의 코미디 액션 영화로, 멜라니 로랑이 감독과 주연을 맡았다.

## 출연진
- 멜라니 로랑 - 카롤
- 아델 에그자르코풀로스 - 알렉스
- 마농 브레슈 - 샘
- 이자벨 아자니 - 마렌
- 펠릭스 모아티
- 필리프 카트린